# Robin Williams: Come Inside My Mind
Robin Williams: Come Inside My Mind är en amerikansk dokumentärfilm som sändes på HBO 2018, regisserad av Marina Zenovich.

## Medverkande (i urval)
| - Robin Williams - Steve Allen - Robert Altman - Roseanne Barr - John Belushi - Lewis Black - Elayne Boosler - Kate Capshaw | - Drew Carey - George Carlin - Jim Carrey - Johnny Carson - Dick Cavett - John Chancellor - Billy Crystal - Matt Damon |